# Кононенко Віктор Олімпанович
Віктор Олімпанович Кононенко (11 вересня 1918, Короча — 29 липня 1975, Київ) — український радянський вчений у галузі механіки, доктор технічних наук (з 1954 року), професор (з 1958 року), академік АН УРСР (з 10 червня 1964 року).

## Біографія
Народився 11 вересня 1918 року в місті Корочі (нині Бєлгородської області). У 1942 році закінчив Харківський інститут інженерів залізничного транспорту, працював в установах Народного комісаріату шляхів СРСР. Член ВКП(б) з 1946 року. У 1946–1952 роках працював в Інституті будівельної механіки АН УРСР, у 1952–1956 роках — у Лабораторії вимірювальних приладів АН СРСР, в 1956–1962 роках — в Інституті машинознавства АН СРСР, в 1962–1964 роках — в Інституті механіки Московського університету, викладав у Московському університеті і Московському технологічному інституті. У 1964–1975 роках працював в Інституті механіки АН УРСР (з 1965 року — директор), водночас викладав у Київському університеті.

Могила Віктора Кононенка

Помер в Києві 29 липня 1975 року. Похований в Києві на Байковому кладовищі.

## Наукова діяльність
Осн. праці: з теорії нелінійних коливань, зокрема автоколивань і періодичних коливань складних механічних систем із змінними параметрами; з теорії взаємодії нелінійних коливальних систем із джерелами енергії, що підтримують автоколивання. Досліджував просторові нелінійні коливання твердих тіл. Всього опублікував 90 робіт, у тому числі шість монографій.

## Відзнаки
Нагороджений орденом Трудового Червоного Прапора, медалями. Лауреат премії імені М. М. Крилова АН УРСР (за 1977 рік; посмертно; за цикл робіт «Дослідження динамічної взаємодії систем з джерелом енергії»).